# 릴리스 (1964년 영화)
릴리스(Lilith)는 미국에서 제작된 로버트 로즌 감독의 1964년 드라마 영화이다. 워런 비티 등이 주연으로 출연하였고 로버트 로센 등이 제작에 참여하였다.

## 출연

### 주연
- 워런 비티
- 진 세버그

### 조연
- 피터 폰다
- 킴 헌터
- 앤 미첨
- 제시카 월터
- 진 핵크만
- 제임스 패터슨
- 로버트 레일리

## 제작진
- 원작자: J.R. 셀러맨카
- 미술: 리처드 실버트
- 의상: 러스 모리